# Rodica Ojog-Brașoveanu
Angela Rodica Ojog-Brașoveanu (n. 28 august 1939, București – d. 2 septembrie 2002, București) a fost o scriitoare română de romane polițiste. A publicat o singură carte SF: Minerva se dezlănțuie.

## Biografie
Angela Rodica Ojog-Brașoveanu s-a născut ca fiică a Anei Ojog, profesoară, și a lui Victor Ojog, avocat. Tatăl său a fost de mai multe ori arestat și întemnițat, pentru că a fost deputat liberal. Rodica a urmat primele clase la școala „Maison des Français”, apoi Liceul „Domnița Ileana" (azi „Mihai Eminescu”) (1948-1956) și la absolvire se înscrie la Facultatea de Drept a Universității din București, dar în 1956 este exmatriculată și arestată sub acuzația de solidarizare cu susținătorii revoltei anticomuniste din Budapesta.
După exmatriculare, pentru a-și asigura un viitor, s-a căsătorit cu un aristocrat neamț din Timișoara, al cărui nume începea cu „von”. Cu toate acestea a făcut memorii la Ministerul Învățământului pentru a se putea întoarce la facultate. I s-a comunicat că reîntoarcerea este condiționată de o „reabilitare” constând într-un an de muncă necalificată într-o fabrică, unde să devină „fruntașă în producție”. Soțul ei nu a fost de acord, așa că a divorțat și s-a angajat ca muncitoare la fabrica de medicamente „Galenica” unde, pe lângă faptul că a ajuns „fruntașă în producție”, a desfășurat și activități obștești, la brigada artistică, la echipa de dansuri, la gimnastică, la cor etc. După scurgerea anului de „reabilitare”, în 1962 a dat examen de admitere la Facultatea de Științe Juridice din Iași, pe care a absolvit-o în 1967.
În 1969, a debutat cu un scenariu la televiziune (Crima din Cișmigiu), iar primul roman polițist, Moartea semnează indescifrabil, l-a scris la insistența soțului ei, actorul Cosma Brașoveanu, și l-a publicat în 1971 la editura „Albatros”, colecția „Aventura”. În urma succesului publicistic a renunțat la avocatură, după șapte ani de practică, și s-a dedicat scrisului. Până în 1999, după propriile declarații, a publicat 35 de romane, în majoritate polițiste, dar și câteva istorice și unul științifico-fantastic. Modelele preferate sunt Edgar Wallace, Georges Simenon, Karl May, iar dintre autorii români, Theodor Constantin și Haralamb Zincă. A fost supranumită  „Agatha Christie a României".

## Operă
Rodica Ojog-Brașoveanu a publicat romane polițiste, istorice și alte povestiri (sortare tematică și cronologică).

### Romane polițiste
- Moartea semnează indescifrabil, Editura Albatros, 1971
- Enigmă la mansardă, 1971 (reeditată Editura Kullusys, 2004)
- Cocoșatul are alibi, colecția Scorpionul, Editura Dacia, 1973
- Ancheta în infern, 1977 (reeditată Editura Universitară, Colecția Păianjen, București, 2008)
- Ștafeta, 1981 (reeditată cu titlul O bombă pentru revelion, Editura Genesis, 1999)
- Întîlnire la „Elizeu”, Editura Militara, 1983 (reeditată cu titlul Intâlnire la Elysée, Editura Nemira, 2004)
- Apel din necunoscut, 1985 (reeditată Editura Universitară, 2007)
- Crimă prin mica publicitate, 1991, Editura Odeon
- Coșmar, 1992, (reeditată Editura Nemira, 2004)
- Cutia cu nasturi, 1994 (reeditată Editura Kullusys, 2007)
- Poveste imorală, 1998 (reeditată Editura Nemira, 2004)
- Un blestem cu domiciliul stabil, 1998 (reeditată Editura Universitară, 2007)
- Telefonul din bikini, 1999 (reeditată Editura Nemira, Colecția Bonton, București, 2008; Editura Universitară, Colecția Păianjen, București, 2009)
- Răzbunarea sluților, 2001 (reeditată Editura Nemira, 2006)
- Necunoscuta din congelator, 2002 (reeditată Editura Nemira, 2006)

#### Ciclul Melania Lupu
Melania Lupu este cheia întregii serii, prin unicitatea ei. Personajul este inspirat dintr-o eroină secundară a filmului Aeroportul. Este o hoață fără să fure, o escroacă fără să înșele... este acel personaj care, deși încalcă repetat legea, o face cu atâta candoare și inteligență încât farmecă cititorul. Maiorul Cristescu are „norocul” de a ancheta cazurile în care Melania este implicată.
- Cianură pentru un surâs, Editura Dacia, Cluj Napoca, 1975 (reeditată Editura Nemira, 2004)
- Bună seara, Melania!, Editura Dacia, 1975
- 320 de pisici negre, 1979 (reeditată Editura Nemira 2004, 2008)
- Anonima de miercuri, 1984 (reeditată Editura Nemira 2000, 2008)
- Dispariția statuii din parc, 1987[6] (Melania și misterul din parc, Editura Tribuna, 1990, reeditata cu titlul Dispariția statuii din parc, Editura Nemira, 2004)
- O crimă a la Liz Taylor, 1992 (reeditată cu titlul O toaletă à la Elisabeth Taylor, Editura Nemira 2000/Editura Universitară, 2007)

#### Romane de spionaj cu Minerva Tutovan
Minerva Tutovan (personaj inspirat de propria profesoară de matematică), este o femeie atipică. Extrem de inteligentă, foarte puțin atractivă și cu un incredibil spirit de observație, se simte foarte bine în propria piele. Umorul specific romanelor Rodicăi Ojog Brașoveanu este obținut în romanele din această serie nu numai din situațiile în care este pusă Minerva - și originalele ei reacții - dar și din cuplul pe care îl face cu locotenentul Dobrescu.
- Spionaj la mânăstire, Editura Militară, Colecția Sfinx, 1972 (reeditată Editura Kullusys, 2004)
- Omul de la capătul firului, Editura Albatros, Colecția Aventura, 1973 (reeditată Editura Universitară, 2007/ Editura Scriptum, 2001)
- Minerva se dezlănțuie, Editura Albatros, Colecția Fantastic Club, 1974 (reeditată Editura Scriptum, 2001)
- Plan diabolic, Editura Militară, 1974 (reeditată Editura Universitară, 2007)
- Panică la căsuța cu zorele, Editura Militară, 1977 (reeditată cu titlul Stilet cu șampanie, Editura Kullusys, 2007)
- Nopți albe pentru Minerva, Editura Militară, 1982
- Violeta din safe, 1986 (reeditată Editura Kullusys, 2004)

### Romane istorice

#### Ciclul logofătului Andronic
- Logofătul de taină, 1976 (reeditată Editura Nemira, 2002, 2008)
- Agentul secret al lui Altîn-Bey, 1978 (reeditată Editura Nemira, 2008)
- Ochii jupâniței, 1980 (reeditată Editura Nemira, 2003, 2006)
- Letopisețul de argint, 1981 (reeditată Editura Nemira, 2004)
- Vulturul dincolo de Cornul Lunii, 1988 (reeditată Editura Nemira, 2004, 2008)

#### Romane istorice (altele)
- Al cincilea as, 1978 (reeditată Editura Nemira, 2004)
- Întâlnire la Élysée, 1983 (reeditată Editura Nemira, 2004)
- A înflorit liliacul, 1990 (reeditată Editura Nemira, 2004)
- Să nu ne uităm la ceas, 1990 (reeditată Editura Nemira, 2006)

### Povestiri
- Grasă și proastă, 2000 (reeditată Editura Nemira, 2006)
- Bărbații sunt niște porci, 2000 (reeditată Editura Nemira, 2006)
- Povestiri de noapte bună

### Piese de teatru
- Cursa de Viena (1984)

### Scenarii de televiziune
- Crima din Cișmigiu (1969)
- Șantaj (1981) - în colaborare cu Geo Saizescu
- A doua variantă (1984)
- Enigma (1995-1996)
- Poveste imorală (1998).

## Varia
- Mădălina Ojog-Pascu - A fost Agatha Christie a României. Rodica Ojog-Brașoveanu, Editura Kullusys, 2003

### Interviuri
- Corina Pavel, „În vizită la marea maestră a romanului polițist - Rodica Ojog-Brașoveanu”, Formula AS, nr. 369, 5-12 iulie 1999 — interviu cu Rodica Ojog-Brașoveanu
- Nu sunt feministă... dar am început Arhivat în 8 aprilie 2011, la Wayback Machine., 28 iunie 2000, Revista Magazin